# João de Barros
João de Barros   (Viseu, 1496 - Pombal, 20 d'octubre de 1570), sobrenomenat el Titus Livi portuguès, pot dir-se que va ser el primer gran historiador de Portugal.

## Biografia
Fill natural de Lopo de Barros, corregidor de la comarca de l'Alentejo, va néixer probablement a Viseu o a Braga. Va ser educat com a mosso de guarda-roba del príncep Don João, a la cort del rei Manuel I, en el període de major apogeu de descobriments portuguesos. En una edat primerenca va decidir dedicar-se a la història, especialment al relat dels viatges dels portuguesos per orient. Per provar la seva capacitat com a escriptor, a l'edat de vint anys, va compondre un romanç caballeresc titulat Les cròniques de l'Emperador Clarimundo, d'on procedeixen els reis de Portugal, dedicat al sobirà i al príncep. Aquest últim, en ascendir al tron el 1521, ja com João III, va concedir a Barros la capitania de la fortalesa de Sant Jordi d'Elmina, lloc al que va partir a l'any següent. Posteriorment, el 1525, va ser nomenat tresorer de la Casa d'Índies, ja que va mantenir fins a 1528.

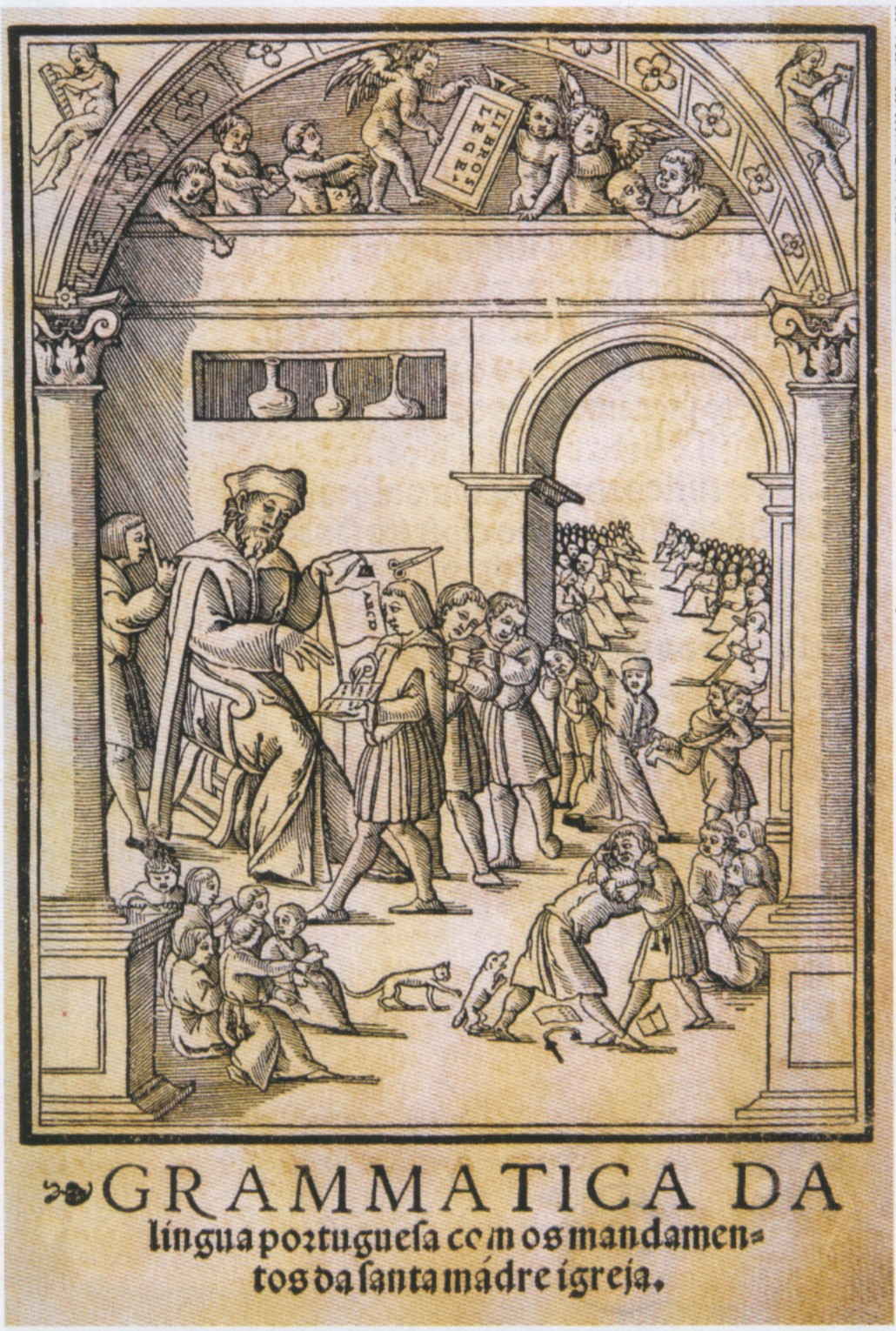
João de Barros.

La pesta de 1530 el va allunyar de Lisboa i el va portar a refugiar-se a la seva casa de camp de Ribera de Alitem, prop de Pombal, lloc on va acabar un diàleg moral, Rho pica Pneuma, que va ser rebut amb grans elogis pel valencià Lluis Vives. Al seu retorn a Lisboa el 1532, després del terratrèmol de 1531 que va assolar la capital, el rei el va designar com feitor de les cases d'Índies i de Mina — dos llocs de gran responsabilitat i importància en una Lisboa que s'havia convertit en un empori a nivell europeu per a tot comerç amb Orient. Durant la seva activitat com feitor João va provar ser un bon administrador, amb gran dedicació i sense un interès personal en l'acompliment del càrrec, cosa estranya en aquella època, com ho demostra el sorprenent fet que fes pocs diners, allí on els seus predecessors havien amassat grans fortunes.
El 1534, João III, amb la intenció d'atreure colons al Brasil i evitar així les temptatives franceses d'implantar-se a la colònia, el va dividir en capitanies hereditàries, seguint el mateix sistema que ja havia estat utilitzat a les illes Açores, Madeira i Cap Verd, amb bons resultats. A l'any següent va atorgar dos d'aquestes capitanies a João de Barros, qui es va associar a Aires da Cunha i Álvares d'Andrade (altres dos beneficiats amb sengles capitanies) i va constituir a continuació una armada de deu navilis i nou-cents homes que va partir per al nou món el 1535. La flota no va aconseguir arribar a la seva destinació, probablement a causa de la imperícia dels seus pilots, i va naufragar en l'escull de Maranhão. Tot i les serioses conseqüències financeres per a Barros, aquest no va deixar de pagar els deutes als qui havien mort durant l'expedició. Els problemes econòmics que aquest fracàs el suposaria, veient-se obligat a hipotecar part dels seus béns, el perseguirien fins a la fi dels seus dies.
Durant aquests anys, Barros va prosseguir els seus estudis durant les hores d'oci, i poc després de la desastrosa expedició al Brasil el rei li va encomanar escriure una història dels portuguesos a l'Índia. Abans que la primera part d'aquesta última obra estigués acabada, va publicar una gramàtica de la llengua portuguesa (1540) i diversos Diàlegs morals. La història dels portuguesos a l'Índia va ser concebuda com un conjunt de volums, cada volum relatant un període de deu anys, i per això es coneixen com les Dècades d'Àsia. La primera de les Dècades d'Àsia va aparèixer el 1552, i la seva acceptació va ser tal que el rei li va encarregar de seguida que escrivís una crònica del seu pare, el rei Manuel I. No obstant això, Barros no va poder escometre aquesta encomana a causa que les seves ocupacions a la Casa d'Índies, li va impedir dedicar-se a ella de forma adequada, sent encarregada llavors a Damião de Goes. El 1553 va aparèixer el segon volum de les Dècades d'Àsia i el tercer el 1563; el quart volum mai arribaria a ser acabat, i no es va publicar en vida de l'autor, sinó que va ser completat per João Baptista de Lavanha i imprès a Madrid el 1615, molt després de la mort de Barros. Encara que el seu estil era fluid i ric, les Dècades no van tenir molt èxit fora de la cort de Do João. Només es coneix una traducció italiana realitzada a Venècia el 1563.
El gener de 1568, Barros va patir un accident vascular al cervell i va ser exonerat de les seves funcions a la Casa d'Índies, rebent un títol de gentilhome i una pensió règia del rei Don Sebastián. Viuria des de llavors a la seva casa de camp de Ribera de Alitém fins a la seva mort el 20 d'octubre de 1570.

## Llegat
Home de bon caràcter, pot dir-se que va preferir deixar als seus hereus un exemple de bona moral més que una quantiosa fortuna i, encara que va rebre molts beneficis reals, sempre voluntaris i mai sol·licitats, Barros va morir en la més completa misèria, sent tantes els seus deutes que els seus propis fills van renunciar al testament.
Com a historiador i lingüista Barros mereix la fama que va començar a gaudir poc després de la seva mort. Les seves Dècades contenen la història primerenca dels portuguesos a Àsia i revelen un estudi acurat dels historiadors i geògrafs orientals, així com un coneixement erudit dels registres del seu propi país. Sens dubte el seu treball es distingeix per la claredat d'exposició i el seu rigorós ordre.
Molt de temps després, Diogo de Couto va continuar l'obra de Barros, afegint nou volums més a les Dècades, sent publicada edició moderna completa a Lisboa en 14 volums entre 1778 i 1788. El títol d'aquesta obra va ser el següent: Da Àsia de Joao de Rucs, dos feitos que as Portuguezes fizeram nu descubrimento i amb quista dos mars i lerras do Orienie i va ser acompanyat d'un volum en el qual l'historiador Manoel Severim de Faria relata la vida de Barros, així com un copiós índex de totes les Dècades.

## Obra
- (1520) Chronica do Emperador Clarimundo, donde os Reys de Portugal descendem, tirada da linguagem ungara em a nossa portugueza.. Coimbra: João da Barreira.[1]
- (1532) Rhopica Pneuma, ou mercadoria espiritual. Lisbon
- (1539) Cartinha para aprender a ler, Lisbon: L. Rodrigues.
- (1540) Grammatica da lingua portuguesa, Lisbon:L. Rodrigues.
- (1540) Dialogo da viciosa vergonha, Lisbon: L. Rodrigues.[2]
- (1540) Dialogo de preceitos moraes com pratica delles em modo de jogo. Lisbon: L. Rodrigues.
- (1552) Primeira Década da Ásia, dos feitos que os portugueses fizeram no descobrimento dos mares e terras do Oriente, Lisbon: Germão Galherde.[3]
- (1553) Segunda Década da Ásia &c. Lisbon: Germão Galherde.[4]
- (1562) Italian translation of Dec. I & Dec. II by Alfonso Ulloa, l'Asia del S. Giovanni di Barros Consigliero del Christianissimo Re di Portugallo de Fatti de' Portughesi nello scropimento, e conquista de' mari, e terre di Oriente. Venice: Vicenzo, Valgrisio
- (1563) Terceira Década da Ásia &c., Lisbon: João da Barreira.[5]
- (1613) Quarta Década da Ásia &c. (as edited and reworked by cosmógrafo-mor João Baptista Lavanha), Madrid: Imprensa Real.[6]
- (1628) New edition of Dec.I-III. Lisbon: Jorge Rodrigues.
- (1777–78) Da Ásia de João de Barros e Diogo do Couto, dos feitos que os portugueses fizeram no descobrimento dos mares e terras do Oriente, Lisbon: Régia Officina Typografica. (24 volumes; vols. 1-8 are reprints of Dec. I-IV of João de Barros; vol. 9 general index for Barros; vol. 10-23 are reprints of Dec. IV-XII of Diogo do Couto, vol. 24 general index for Couto. online (pdfs)